# Франсуа Моріс

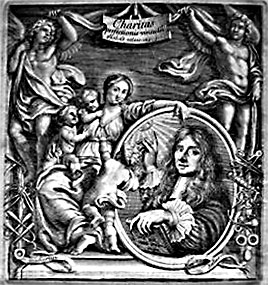
Франсуа Моріс

Франсуа Моріс (фр. Francois Mauriceau Francois Mauriceau; — 17 жовтня 1709) — лікар-акушер, що жив в Парижі. Навчався акушерству в лікарні Готель-Дьє.
Моріс був провідним акушером Європи 17-го століття. У 1668 році він опублікував капітальне лікарське керівництво «Traité des Maladies des Femmes Grosses et Accouchées» («Трактат про хвороби вагітних і про пологи»), в якому запропонував кілька нових лікарських інструментів та операцій. Книга була перекладена кількома мовами. Також Моріс відомий тим, що удосконалив деякі класичні прийоми допомоги при тазових пологах. Він дав опис позаматкової вагітності, і, разом з повитухою з Німеччини Жюстін Зігмундін, вважається першим, хто ввів практику проколювання навколоплідного міхура для зупинки кровотечі при передлежанні плаценти.
У 1670 році англійський акушер Х'ю Чемберлен старший спробував продати Франсуа Морісу секрет перших акушерських щипців, якими сім'я Чемберленів володіла близько сотні років. Моріс, щоб випробувати Чемберлена, дав тому завдання прийняти складні пологи: народжувала 38-річна карлиця, з патологічно деформованими тазовими кістками. Завдання не виконано: мати і немовля померло. Моріс не став купувати у Х'ю старшого щипці, і той повернувся в Англію.

## Публікації
- Les Maladies des Femmes grosses et accouchées. Avec la bonne et véritable Méthode de les bien aider en leurs accouchemens naturels , & les moyens de remédier à tous ceux qui sont contre -nature, & aux indispositions des enfans nouveau-nés . . . Париж Henault, d'Houry, de Ninville, Coignard 1668.
- Observations sur la grossesse et l'accouchement des femmes et sur leurs maladies et celles des enfans nouveau -nez. Paris, Anisson, 1694.